# Uyanga, Övörkhangai
Uyanga (tiếng Mông Cổ: Уянга) là một sum của tỉnh Övörkhangai tại miền nam Mông Cổ. Vào năm 2008, dân số của sum là 9.581 người.

## Địa lý
Trung tâm sum nằm cách tỉnh lị Arvaikheer 61 km về phía tây bắc, và cách thủ đô Ulaanbaatar 491 km.

### Khí hậu
Khu vực này có khí hậu bán khô hạn. Nhiệt độ trung bình hàng năm trong khu vực là 3 °C. Tháng ấm nhất là tháng 7, khi nhiệt độ trung bình là 18 °C và lạnh nhất là tháng 1, với -18 °C. Lượng mưa trung bình hàng năm là 361 mm. Tháng mưa nhiều nhất là tháng 7, với lượng mưa trung bình là 116 mm và khô nhất là tháng 12, với lượng mưa 3 mm.

## Dân số
Uyanga là sum đông dân thứ ba của Övörkhangai, sau Arvaikheer và Kharkhorin. Dưới đây là dân số của Uyanga qua các năm:
| 2007   | 2008  | 2009  | 2010  | 2011  |
| ------ | ----- | ----- | ----- | ----- |
| 10,083 | 9.581 | 9.498 | 9.659 | 9.593 |

## Kinh tế
Dưới đây là số đầu gia súc tại Uyanga qua các năm:
| 2007    | 2008    | 2009    | 2010    | 2011    |
| ------- | ------- | ------- | ------- | ------- |
| 187,560 | 212.162 | 225.887 | 124.692 | 158.161 |